# Wrapped Around Your Finger
«Wrapped Around Your Finger» es el segundo sencillo del álbum Synchronicity de la banda británica de Rock The Police. Fue publicado a nivel mundial por A&M Records y contó con el tema "Someone To Talk To", compuesta por Andy Summers, como cara B.
Al igual que otras canciones de The Police en este periodo, incluye referencias mitológicas y literarias, entre ellas la de "The Scylla and Charybdis", monstruos de la mitología griega, y la leyenda alemana de "Faust". Tiene un ritmo relativamente lento, casi premonitorio, en los versos iniciales, y triunfante en el estribillo. Alcanzó el #7 en las listas del Reino Unido en julio de 1983, y fue el cuarto sencillo de Synchronicity en las listas de EE.UU, alcanzando el #8 en la lista Billboard en marzo de 1984.

## Vídeo Musical
El vídeo musical fomenta el sentimiento etéreo que la canción emite, por tener imágenes de la banda tocando a la luz de las velas en un cuarto oscuro, intercaladas con escenas de Sting corriendo entre altos candelabros colocados en una especie de laberinto. Andy Summers aparece tocando una guitarra acústica, un instrumento nunca utilizado en alguna de las grabaciones de The Police.

## Traducción al español
La traducción de la letra a otro idioma plantea el problema de que su nombre es una expresión idiomática inglesa que no tiene traducción literal a otras lenguas. Literalmente, "wrapped around your finger" significa "envuelto alrededor de tu dedo". La traducción realizada por Fernando M. Sassone logró salvar el inconveniente utilizando una expresión española análoga que tiene la ventaja de que, si bien no habla de dedos, al menos se hace referencia a la mano; se trata de la expresión: (tener) en la palma de la mano", que tiene el mismo sentido que la inglesa, tener o ejercer poder o control sobre alguien.

Me consideras un un aprendiz inexperto,

Atrapado entre Escila y Caribdis. (1)

Quedaría hipnotizado si me distrajera

Mirando el anillo en tu dedo.

Vine buscando conocimiento

Del que no se aprende en universidades.

Veo el destino que me ofreces,

Envuelto en una resplandeciente cinta dorada.

Y me tienes en la palma de tu mano.

Estoy en la palma de tu mano.

Mefistófeles no es tu nombre,

Pero te propones lo mismo que él.

Me aplicaré con dedicación a aprender tus enseñanzas,

Y verás cómo me complazco en tu sabiduría.

Y me tienes en la palma de tu mano,

En la palma de tu mano.

Con el demonio y el profundo mar azul detrás de mi,

Me desvaneceré en el aire y no podrás encontrarme,

Y se tornará tu rostro en alabastro,

Cuando veas que tu sirviente es ahora tu amo.

Y entonces estarás en la palma de mi mano.

Sí, en la palma de mi mano,

Estarás en la palma de mi mano.

(1) Nota del traductor: El segundo verso podría haberse traducido «atrapado entre la espada y la pared», pero resulta más interesante mantener las alusiones a los monstruos mitológicos para preservar la atmósfera mística.

## Músicos
- Sting - Bajo fretless, teclados, voz y coro
- Andy Summers - Guitarra coro, voz principal en "Someone To Talk To", efectos
- Stewart Copeland - Batería

## Lista de canciones

### 7": A&M / AM 127 (RU)
1. "Wrapped Around Your Finger" - 5:07
2. "Someone To Talk To" - 3:08

- also released on picture disc (AMP127). One per member.

### 7": A&M / AM-2614 (EE.UU.)
1. "Wrapped Around Your Finger" -
2. "Tea in the Sahara" (Live) -

### 12": A&M / AMX 127 (RU)
1. "Wrapped Around Your Finger" - 5:07
2. "Someone To Talk To" - 3:08
3. "Message In A Bottle" (Live) - 4:52
4. "I Burn For You" - 4:50

### 12": A&M / SP17264 (RU)
1. "Wrapped Around Your Finger" - 5:07
2. "Wrapped Around Your Finger" (Live) - 5:21
3. "Murder By Numbers" - 4:37
4. "Someone To Talk To" - 3:08

- US promo 12"